# Мост Солидарности
Мост Солидарности (пол. Most Solidarności) — вантовый мост через Вислу в Плоцке, Польша.
Строительство моста продолжалось в 2002—2007 гг., торжественное открытие состоялось 13 октября 2007 года. Сооружение является крупнейшим вантовым мостом страны, Длина над рекой — 615 м, главного пролёта — 375 м, средняя высота над водой — 12 м, высота пилонов — 63,7 м.
Мост имеет четыре полосы движения и соединяет национальные магистрали 60 и 62.
При строительстве моста было использовано 12,6 тыс. т стальных конструкций, около 19 тыс. м3 бетона и 3 тыс. м свай.